# Calle luna

Calle luna est un collectif et une revue internationale d'étude, de réflexion et de débat sur des sujets culturels, scientifiques, politiques, économiques, sociologiques, philosophiques créé en 2000.
Ce webzine a reçu de nombreuses contributions, dont celles de Olivier Abiteboul, Patrick Braibant, Pascal Braud, Angel Carriqui, Henri Callat, Paul Caro, Philippe Caumières, Michel Champendal, Jean-Louis Comolli, Philippe Corcuff, Guy Darol, Bruno Dubuc, Bernard Lahire, Jean-Marc Levy-Leblond, Louis Maurin, Guillaume Menchi, Patrick Mignard, Valérie Minerve Marin, Laurent Mucchielli, Michel Onfray, Yves Pras, Valéry Rasplus, Alain Santino, Pacôme Thiellement, Anne Vernet, Yannis Youlountas…
Le collectif et le site Calle Luna (anciennement à l'adresse http://calle-luna.org) ont fermé en 2008.